# Ronald Strahan
Ronald „Ron“ Strahan (* 4. Oktober 1922 in Guildford, Western Australia; † 3. Juli 2010 in Melbourne, Victoria) war ein australischer Zoologe, Zoodirektor, Historiker und Autor von Fachbüchern über die Fauna Australiens.

## Leben
Strahan war der Sohn von Leslie James und Helen Watson Strahan, geborene Murray. Er hatte einen Bruder. Nach der Absolvierung der Perth Boys High School studierte Strahan an der University of Western Australia und in Oxford. 1943 trat er der zweiten mobilen entomologischen Einheit der Australian Imperial Force bei, wo er unter dem Kommando von Colonel Francis Ratcliffe bei der Kontrolle von Malaria und dem Tsutsugamushi-Fieber im nördlichen Queensland, in Neuguinea und in Borneo arbeitete. Nach dem Krieg schloss Strahan im Jahr 1947 sein Zoologiestudium an der University of Western Australia ab und studierte nach der Graduierung zum Master of Science ab 1949 mit Förderung des Hackett Research Studentship Award des National Health and Medical Research Council am Lincoln College in Oxford. Anschließend war er Dozent an der Universität Hongkong und ab 1961 an der University of New South Wales. 1967 wurde Strahan auf Bestreben von Heini Hediger, dem damaligen Direktor des Zoos Zürich, zum Direktor des Taronga Zoos berufen. Er war ein Pionier bei der Förderung von Zoos als kulturwissenschaftliche Institutionen und gründete den Western Plains Zoo, den heutigen Taronga Western Plains Zoo in Dubbo im westlichen New South Wales. 
1974 wechselte er als wissenschaftlicher Mitarbeiter an das Australian Museum, wo er unter anderem als Chefredakteur des National Photographic Index of Australian Wildlife tätig war. Im Museum leistete er seine nachhaltigsten Beiträge zur australischen Säugetierforschung. 1983 wurde sein Buch Australian Museum Complete Book of Australian Mammals veröffentlicht. 1995 erschien unter dem neuen Titel Mammals of Australia eine zweite, überarbeitete Auflage und 2008 eine dritte Auflage, bei der Steve van Dyck als Co-Herausgeber fungierte.
Neben seinem Interesse für Säugetiere betrieb Strahan Studien an Kieferlosen (Agnatha), die ihm internationale Anerkennung einbrachten. So beschrieb er 1975 die Art Eptatretus longipinnis aus der Familie der Schleimaale.

## Privates
1953 heiratete er Helen Maris Burns. Aus dieser Ehe gingen drei Kinder hervor. Nach dem Tod von Helen Burns im Jahr 2002 war Strahan mit der australischen Tiermalerin Pamela Conder (* 1955) verheiratet.

## Dedikationsnamen und Auszeichnungen
1967 ehrte Gilbert Percy Whitley Strahan im Artepitheton des Hauben-Epaulettenhais (Hemiscyllium strahani). 1984 wurde die Schleimaal-Art Eptatretus strahani nach Ronald Strahan benannt. 1992 benannte Tim Flannery die fossile Känguruart Maokopia ronaldi zu Ehren von Strahan. 1972 wurde Strahan zum Fellow der Royal Zoological Society of New South Wales gewählt. 1980, 1997 und 2008 erhielten seine Bücher Rare and Curious Specimens, An Incomplete Book of Australian Mammals und Mammals of Australia je einen Whitley Award der Royal Zoological Society of New South Wales. 1994 erhielt er den Order of Australia (AM) und im Jahr 2000 die Ehrendoktorwürde (DSc) der University of New South Wales. 1987 wurde er zum lebenslänglichen Ehrenmitglied der Australian Mammal Society gewählt, bei der er 1958 Gründungsmitglied war.

## Schriften (Auswahl)
- Kangaroos and Men: A symposium of the Royal Zoological Society of New South Wales and held at the Australian Museum, Sydney, on 4th July, 1970. The Australian Zoologist, Volume 16, Part I, 1971
- Taronga Zoo and Aquarium, 1974
- Rare and Curious Specimens: An Illustrated History of The Australian Museum 1827–1979, 1979
- A dictionary of Australian mammal names: Pronunciation, derivation, and significance of the names, with biographical and bibliographical notes, 1981
- The Wrens and Warblers of Australia: The National Photographic Index of Australian Wildlife series, 1982
- How Evolution Came to a Halt. The Inaugural Charles Darwin Memorial Lecture, 1983
- The Australian Museum Complete Guide Book of Australian Mammals: The National Photographic Index of Australian Wildlife, 1983
- The Waterbirds of Australia: The National Photographic Index of Australian Wildlife, 1985
- (mit Peter Schouten): Neville W. Cayley’s What Mammal is That?, 1987
- (mit Walter E. Boles): The Robins and Flycatchers of Australia: The National Photographic Index of Australian Wildlife, 1988
- (mit M. G. Brooker): Cuckoo Hosts in Australia In: Australian Zoological Reviews. Nr. 2, 1989
- Beauty and the Beasts. A fascinating history of Taronga & Western Plains Zoos and their antecedents, 1991
- Encyclopedia of Australian Animals: Mammals, 1992
- Mammals of Australia, 2. überarbeitete Auflage, 1995
- Finches, Bowerbirds and Other Passerines: The National Photographic index of Australian Wildlife, 1996
- (mit Pamela Conder): The Incomplete Book of Australian Mammals, 1998
- (mit Pamela Conder): Dictionary of Australian and New Guinean Mammals, 2007
- (mit Steve van Dyck): Mammals of Australia, 3. überarbeitete Auflage, 2008